# Nenad Milijaš
Nenad Milijaš (serbisch-kyrillisch Ненад Милијаш; * 30. April 1983 in Belgrad) ist ein ehemaliger serbischer Fußballspieler.

## Karriere

### Vereine
Milijaš begann seine Karriere beim Belgrader Fußballklub FK Zemun. Im Januar 2006 wechselte er von dort aus zu Roter Stern Belgrad. Mit Roter Stern Belgrad wurde er 2006 und 2007 jeweils Meister und Pokalsieger. In der Sommerpause 2009 wurde er für eine nicht näher genannte Ablösesumme in die englische Premier League zu den Wolverhampton Wanderers transferiert.
Zur Saison 2014/15 wechselte Milijaš in die TFF 1. Lig, der zweiten türkischen Liga, zu Manisaspor. 2017 kehrte er zu Roter Stern Belgrad zurück, wo er 2019 seine aktive Karriere beendete.

### Nationalmannschaft
Am 6. September 2008 debütierte Milijaš beim Qualifikationsspiel zur Fußball-Weltmeisterschaft 2010 gegen die Färöer in der serbischen Fußballnationalmannschaft.

## Erfolge/Titel
- Serbisch-montenegrinische Meisterschaft: 2006
- Serbische Meisterschaft: 2007, 2014
- Serbisch-montenegrinischer Pokal: 2006
- Serbischer Pokal: 2007